# سفارة اليونان في روسيا
سفارة اليونان في روسيا هي أرفع تمثيل دبلوماسي لدولة اليونان لدى روسيا. تقع السفارة في موسكو وهي تهدف لتعزيز المصالح اليونانية في روسيا.

## وصلات خارجية
- قائمة سفارات اليونان
- قائمة السفارات في روسيا